# Karl Homole
Karl Homole (* 17. Jänner 1941 in Wien; † 2. Jänner 2022) war ein österreichischer Politiker (ÖVP) und von 1990 bis 2015 Bezirksvorsteher des 18. Wiener Gemeindebezirks Währing.

## Werdegang
Homole erlernte den Beruf des Einzelhandelskaufmann bei der Firma Meinl und war von 1964 bis 1990 bei der Firma Henkel Austria tätig, wobei er zuletzt als Verkaufsdirektor aktiv war.
Homole hatte zwischen dem 14. Dezember 1987 und dem 25. Jänner 1990 das Amt des Bezirksvorsteher-Stellvertreters in Währing inne. Von 25. Jänner 1990 bis 18. Dezember 2015 war Homole Bezirksvorsteher. Politisch engagierte er sich unter anderem gegen eine Ausweitung des Wiener Parkpickerls auf Währing, im Rahmen dessen er zwei bezirksweite Volksbefragungen durchführen ließ, die beide gegen die Ausweitung ausfielen.
Nachdem die Grünen bei der Bezirksvertretungswahl 2015 knapp vor der ÖVP stimmstärkste Partei im Bezirk geworden waren, löste ihn Silvia Nossek im Amt des Bezirksvorstehers ab.
Homole war verheiratet und Vater zweier Kinder. Er stellte seinen Körper nach dem Tod der Wissenschaft zur Verfügung. Den Toten, die ihren Körper in dieser Form gewidmet haben, sind Gedenkstätten im Wiener Zentralfriedhof gewidmet (hier: Neue Anatomiegräber, Gruppe 26).